# Koos Drijber
Jacobus Adriaan (Koos) Drijber (Veenhuizen, 1 september 1862 - Voorburg, 21 juli 1953) was een Nederlandse burgemeester.

## Familie
Drijber werd geboren in Veenhuizen, waar zijn vader Lukas Drijber onderdirecteur was van de Maatschappij van Weldadigheid. Hij was een broer van luitenant-generaal Sipko Drijber en een volle neef van burgemeester Sikko Berent Drijber. 

## Loopbaan
Drijber begon zijn ambtelijke carrière als gemeentesecretaris van Schiermonnikoog. In 1898 werd hij benoemd tot burgemeester van Ameland. Vervolgens was hij nog burgemeester van Stavoren, Aengwirden en Sliedrecht. Per 1 mei 1931 werd hem eervol ontslag verleend als burgemeester en werd hij benoemd tot Officier in de Orde van Oranje-Nassau.